# Oberschmittensiepen
Oberschmittensiepen ist ein Ort in Radevormwald im Oberbergischen Kreis im nordrhein-westfälischen Regierungsbezirk Köln in Deutschland.

## Lage und Beschreibung

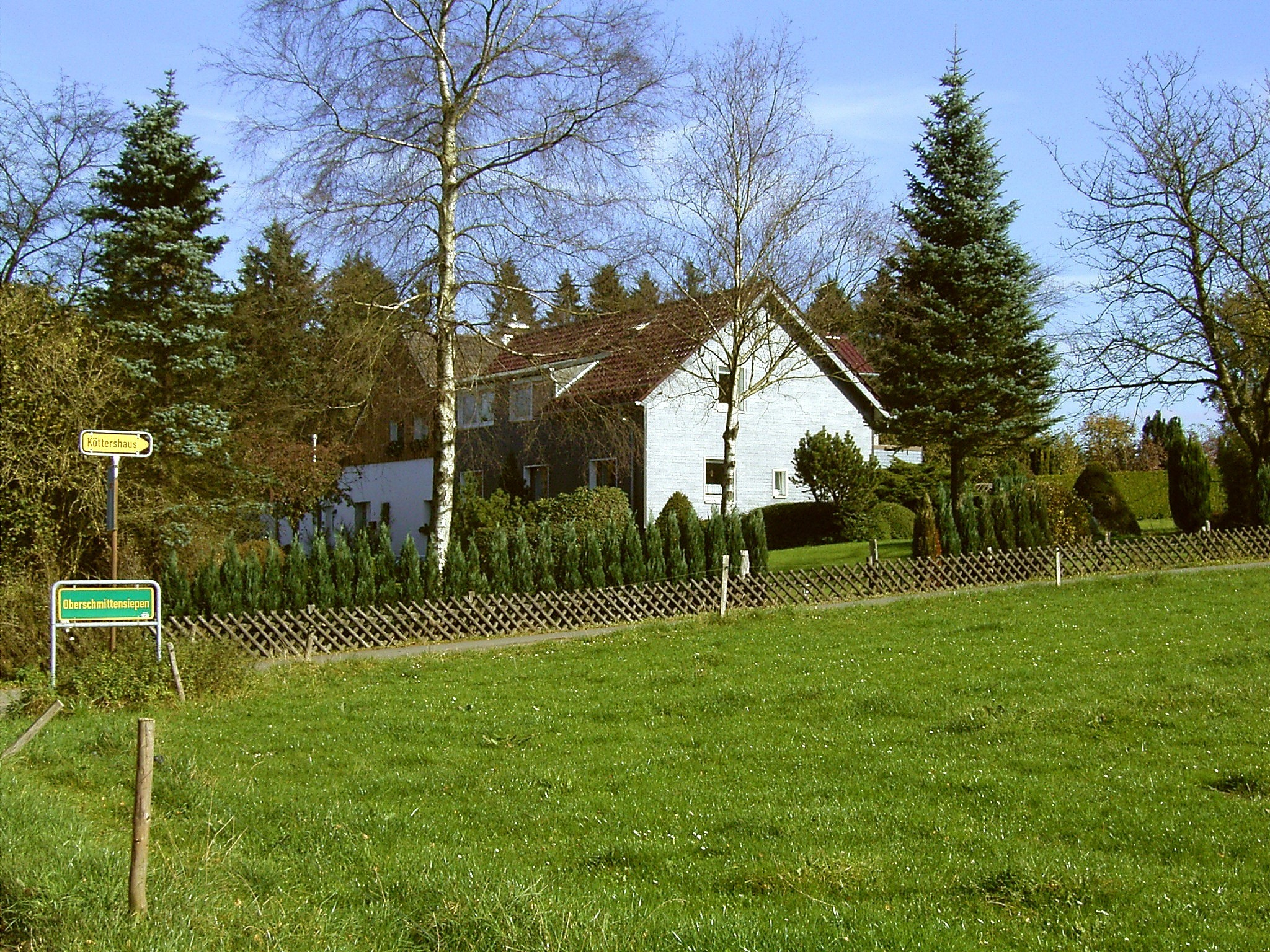
Gehöft in Oberschmittensiepen

Oberschmittensiepen liegt im Osten von Radevormwald an einer von der Bundesstraße 229 in Eich abzweigenden und in Richtung Borbeck verlaufenden Nebenstraße. Nachbarorte sind Klaukenburg, Finkensiepen, Schmittensiepen, Jägershaus und Köttershaus.
Nordwestlich des Ortes, nahe der Straße nach Finkensiepen, entspringt ein Nebenbach des in die Ennepe mündenden Finkensiepens. Im Süden entspringt der Hengsmeker Bach, der über die Hartmecke ebenfalls in die Ennepe mündet.
Politisch im Stadtrat von Radevormwald vertreten wird der Ort durch den Direktkandidaten des Wahlbezirks 180.

## Geschichte
Die historische topografische Karte von 1892 bis 1894 zeigt einen nicht benannten und abgegrenzten Hofraum mit einem darauf befindlichen Gebäude an der Stelle von Oberschmittensiepen. Jüngere topografische Karten ab dem Jahre 1954 benennen die Örtlichkeit mit „Oberschmittensiepen“.